# Renkin 3-kyū Magical? Pokān
Renkin 3-kyū Magical? Pokān (錬金3級 まじかる?ぽか～ん Renkin San-kyū Majikaru? Pokān?) es una serie de anime original producida por Remic. El nombre del anime a menudo se conoce como Magical Pokaan y se abrevia como Magipoka.

## Argumento
La historia trata sobre la vida cotidiana y las desventuras de cuatro princesas del Inframundo que no se dan cuenta de los acontecimientos de la vida cotidiana en el mundo humano: Uma la bruja, Pachira la vampira, Liru la chica-lobo y Aiko la androide. Estas princesas se están adaptando a la vida en el mundo humano y residen en su casa Garakuta, un complejo de casas en un árbol improvisado en Hikarigaoka (una ciudad japonesa ficticia que no debe confundirse con la estación Hikarigaoka). Las chicas se enfrentan a pequeños problemas egocéntricos, como encontrar un novio, mezclarse con la sociedad, aprender sobre las culturas de la Tierra y mantenerse un paso por delante del Super Doctor K-Ko.

## Personajes
Uma (ゆうま Yūma?)
 Seiyū: Momoko Saitō
Se revela que Uma es una bruja, aunque todavía no es experta en lanzar hechizos debido a que es una "alquimista de tercera categoría". Ella tiene una personalidad feliz y encuentra alegría al explorar el mundo humano. Cuando hace un descubrimiento sobre el mundo, rápidamente y con orgullo se lo señala a las otras chicas solo para ser generalmente la última en descubrir tales cosas, decepcionándose cuando otros aprenden más rápido que ella. Cuando no está tratando de dominar hechizos, Uma lee mangas románticos. A veces, cuando Uma lanza un hechizo, su falda se levanta y revela sus bragas. Su diseño general es una reminiscencia de una chica conejo que va desde su peinado que ocasionalmente se mueve, sus criaturas parecidas a conejos y el cojín de zanahoria con el que duerme.
Pachira (パキラ Pakira?)
 Seiyū: Aya Hirano
Pachira es una vampiresa con orejas puntiagudas y dos pequeños murciélagos negros montados en las cintas de su cabello. Si bien muestra la debilidad común de los vampiros, como la debilidad por el ajo y el agua bendita, su mayor debilidad (al menos en su mente) es el pequeño tamaño de sus senos, que espera haber expandido de la forma que sea posible. Tiene la capacidad de volar al brotarle alas, extiende sus uñas en garras y se la ve comiendo alimentos regulares además de tener la lujuria tradicional de un vampiro por beber sangre (aunque principalmente bebe jugo de tomate). Se convierte en cenizas a la luz del sol, pero no es fatal como se indica en el prólogo del episodio uno, ya que acaba quemada. Pachira usa un abrigo largo y una caja de cartón sobre la cabeza cada vez que sale. Cuando va a la playa, Pachira se pone una fuerte capa de protector solar en la piel para evitar que se queme. Aunque Pachira no aparecería en ninguna cámara debido a que no proyecta un reflejo, se la puede ver con una cámara termográfica.
Liru (りる Riru?)
 Seiyū: Hitomi Nabatame
Liru es una chica-lobo con sus orejas y cola de lobo expuestas en su forma normal. Aparece como una adolescente de piel bronceada y cabello rubio vestida con un arnés de cuero marrón, guantes marrones sin dedos con brazaletes con púas doradas, pantalones cortos de mezclilla azul y botas blancas. Liru tiene una personalidad enérgica y tiene rasgos animales, como la capacidad de saltar grandes distancias con poco esfuerzo, y tiene mayor fuerza, velocidad, resistencia y sentidos. Como todos los hombres lobo, es licántropa y su forma de lobo se parece a la de un cachorro amarillo. Un tema recurrente menor en los episodios es que cuando Liru ve un objeto con forma de luna llena, inmediatamente cambia a su forma de lobo (aunque, curiosamente, parece algo resistente a los efectos de la luna real). También se muestra que Liru tiene una debilidad por la plata. Al ser una chica-lobo, a Liru le gusta comer cualquier tipo de carne, siendo su favorita la carne Matsuzaka.
Aiko (鉄子?)
 Seiyū: Satomi Akesaka
Aiko es una androide con manos plateadas y pies plateados en forma de bota, una CPU desactualizada y poco tamaño de memoria. Ella realiza tareas de limpieza para las otras chicas, como cocinar, comprar y lavar la ropa, debido a su mente dedicada que la convierte en la ama de llaves del grupo. Su peso es de 300 kilogramos, lo que frecuentemente le causa problemas, ya que su peso tiende a romper las cosas (por ejemplo, un ascensor y una telesilla). Al ser un androide, Aiko no come ni bebe. Ella siempre espera obtener su propio cuerpo de tipo humano a través de cualquier forma posible. Cuando está en la playa, Aiko usa un traje de cuerda tipo submarino para ir a nadar después de impermeabilizarse.
Keimie (ケイミィ Keimī?)
 Seiyū: Nomico
Una mujer invisible que sirve como acompañante de las cuatro princesas. Aunque no aparece muy a menudo, excepto en una parte narrativa en el episodio uno y en partes narrativas al final de algunos episodios, o se la escucha decir algo a las princesas en algunos episodios.
Jun (ジュン?) y Tan (タン?)
Jun  Seiyū: Nomico
Tan  Seiyū: Wataru Hatano
Jun es una criatura parecida a un conejo de color melocotón y Tan es una criatura parecida a un conejo negro. Pueden girar sus orejas como la hélice de un helicóptero para volar, usar la punta de sus orejas como manos y, ocasionalmente, flotar. Tan también puede convertirse en el sombrero de Uma cuando a ella se la ve ocasionalmente con su capa negra.
Super Doctor K-Ko (スーパードクターK子 Sūpā Dokutā Kē-ko?)
 Seiyū: Shōko Tsuda
Una personaje semirregular que actúa como la principal antagonista de la serie. Ella es una científica y una experta en el Inframundo que constantemente intenta que la "comunidad científica" vea cuán malas son las cuatro princesas para su propio aumento de estatus. Super Doctor K-Ko quiere pruebas de lo sobrenatural para ganar la admisión en la élite científica y qué mejor que si una o todas las princesas son capturadas en sus trampas o expuestas en la televisión, aunque sus planes tienen tendencia a salir mal.
Hongo (本郷 Hongō?)
 Seiyū: Kishō Taniyama
Hongo es el asistente enano del Super Doctor K-Ko. Él ayuda a Super Doctor K-Ko en su búsqueda para exponer a las princesas como monstruos del Inframundo.

## Personal
- Historia original: Casa Garakuta
- Director: Kenichi Yatagai
- Composición, Guion: Yasunori Ide
- Diseño de personajes, director de producción general: Katsuzō Hirata
- Diseño de utilería: Yoshihiro Watanabe
- Diseño artístico: Naomi Igata (KUSANAGI)
- Director de arte: Ayū Kawamoto (KUSANAGI)
- Diseño de color: Yukiharu Obata
- Directores de fotografía: Junichi Watanabe, Tsugio Ozawa
- Montaje: Masahiro Matsumura
- Director de efectos de sonido: Hiroyuki Matsuoka
- Producción de efectos de sonido: Half HP Studio
- Música: Noriyasu Agematsu
- Producción musical: Lantis
- Producción: Genco
- Producción de animación: REMIC
- Asistencia de producción: Studio Gash
- Producida por Magipoka-dan

## CDs
Lantis ha lanzado tres álbumes en CD:
- TV Anime "Renkin 3-kyū Magical ? Pokān" Original Drama CD (ＴＶアニメ「錬金３級まじかる?ぽか～ん」オリジナルドラマＣＤ Terebi Anime "Renkin 3-kyū Majikaru ? Pokān" Orijinaru Dorama Shīdī?)
- "Majipoka" Ending Theme Song "Let's Do It" (「まじぽか」エンディング主題歌集『しちゃいましょう』 "Majipoka" Endingu Shudaika Shū "Shichaimashō"?)
- "Majipoka" Opening Theme Song "Blood Oath" (「まじぽか」オープニング主題歌『鮮血の誓い』 "Majipoka" Ōpuningu Shudaika "Senketsu no Chikai"?)